# Coronel Boerr
Coronel Boerr es una localidad del partido de Las Flores, provincia de Buenos Aires, Argentina.
Se encuentra a 10 km de la ciudad de Las Flores por camino de tierra.

## Población
Cuenta con 15 habitantes (Indec, 2010), lo que representa un marcado descenso del 56% frente a los 34 habitantes (Indec, 2001) del censo anterior.
| Gráfica de evolución demográfica de Coronel Boerr entre 1991 y 2010 |
|                                                                     |
| Fuente: Censos nacionales del INDEC                                 |